# 4 февруари
4 февруари е 35-ият ден в годината според григорианския календар. Остават 330 дни до края на годината (331 през високосна).

## Събития
- 786 г. – Харун Ал Рашид става халиф на Багдад.
- 1708 г. – Излиза първото напечатано произведение на Йохан Себастиан Бах – Кантата 71.
- 1794 г. – Франция забранява робството в своите колонии и обявява робите за свободни граждани.
- 1797 г. – Земетресение разрушава столицата на Еквадор – Кито.
- 1864 г. – Основан е окръг Айдахо в САЩ.
- 1899 г. – Основан е германския футболен отбор Вердер Бремен.

- 1906 г. – Полицията в Ню Йорк започва да използва пръстовите отпечатъци за идентифициране на престъпници.
- 1911 г. – Ролс-Ройс утвърждава емблемата за своите автомобили – статуетката Spirit of Ecstasy.
- 1915 г. – Първата световна война: Германия обявява британските териториални води за зона на военни действия.
- 1922 г. – Компанията Форд купува компанията Линкълн.
- 1923 г. – ВМРО извършва неуспешен атентат срещу Александър Стамболийски.
- 1932 г. – Олимпийски игри: Зимни олимпийски игри – открити са III Зимни олимпийски игри в Лейк Плесид, Ню Йорк.
- 1940 г. – В СССР е разстрелян бившият ръководител на НКВД Николай Ежов.
- 1943 г. – Втората световна война: Приключва Битката при Сталинград.
- 1945 г. – Втората световна война: Започва Ялтенската конференция с участието на Йосиф Сталин, Франклин Рузвелт и Уинстън Чърчил.
- 1946 г. – Основан е албанския футболен отбор Партизани.
- 1947 г. – Завършва Първата национална конференция на ТКЗС.
- 1952 г. – Учредена е Българска търговско-промишлена палата.
- 1965 г. – Земетресение с магнитуд 8,7 по скалата на Рихтер разтърсва Алеутските острови.
- 1966 г. – Самолетът при полет 60 на „Ол Нипон Еъруейс“ пада в Токийския залив и убива 133 души.
- 1972 г. – В Австралия е намерен най-големият в света опал – 1520 карата.
- 1976 г. – Олимпийски игри: XII Зимни олимпийски игри се откриват в Инсбрук, Австрия.
- 1992 г. – Уго Чавес оглавява неуспешния опит за преврат, наречен „Операция Замора“ срещу тогавашния президент на Венецуела, Карлос Андре Перес. Загиват стотици хора.
- 1997 г. – Председателят на БСП Георги Първанов и министърът на вътрешните работи Николай Добрев връщат мандата за съставяне на ново правителство след оставката на правителството на Жан Виденов по време на политическата криза от 1997 г..
- 1998 г. – С политически консенсус е прието Национално знаме на Босна и Херцеговина.
- 2003 г. – Съюзна република Югославия официално е преименувана на Сърбия и Черна гора, и е приета нова конституция, наречена Конституционна харта.
- 2015 г. – Самолетът при полет 235 на „ТрансЕйжа Еъруейс“ се разбива в река Кийлунг на около 5 км от летището в Тайпе и убива 43 души на борда.

## Родени
- 1677 г. – Йохан Лудвиг Бах, германски композитор († 1731 г.)
- 1725 г. – Дру Друри, британски ентомолог († 1804 г.)
- 1739 г. – Джон Робисън, шотландски физик († 1805 г.)
- 1746 г. – Тадеуш Косцюшко, полски, беларуски и литовски национален герой († 1817 г.)
- 1778 г. – Огюстен Пирам дьо Кандол, швейцарски ботаник († 1841 г.)
- 1799 г. – Алмейда Гарет, португалски писател († 1854 г.)
- 1811 г. – Аристид Кавайе-Кол, френски органостроител († 1899 г.)
- 1815 г. – Йосиф Щросмайер, хърватски епископ († 1905 г.)
- 1820 г. – Божена Немцова, чешка писателка († 1862 г.)
- 1846 г. – Николай Умов, руски математик († 1915 г.)
- 1863 г. – Алфред Франсоа Лакроа, френски минералог († 1948 г.)
- 1863 г. – Артур Ячевски, руски ботаник († 1932 г.)
- 1871 г. – Фридрих Еберт, германски политик († 1925 г.)
- 1872 г. – Гоце Делчев, български революционер († 1903 г.)
- 1873 г. – Михаил Пришвин, руски писател († 1954 г.)
- 1881 г. – Климент Ворошилов, съветски военачалник († 1969 г.)
- 1885 г. – Асен Златаров, български учен († 1936 г.)
- 1885 г. – Борис Ахтаров, български ботаник († 1959 г.)
- 1897 г. – Лудвиг Ерхард, 2-ри бундесканцлер на Германия († 1977 г.)
- 1900 г. – Жак Превер, френски поет († 1977 г.)
- 1902 г. – Светослав Минков, български писател († 1966 г.)
- 1902 г. – Чарлз Линдберг, американски авиатор († 1974 г.)
- 1913 г. – Роза Паркс, американска общественичка († 2005 г.)
- 1914 г. – Алфред Андерш, немски поет († 1980 г.)
- 1930 г. – Борислав Пекич, сръбски писател († 1992 г.)
- 1931 г. – Благоя Иванов, писател от Република Македония
- 1931 г. – Изабел Перон, съпруга на Хуан Перон
- 1935 г. – Марти Талвела, финландски певец († 1989 г.)
- 1935 г. – Месру Мехмедов, български диригент († 1971 г.)
- 1937 г. – Дейвид Нюмън, американски кинорежисьор († 2003 г.)
- 1939 г. – Марин Колев, български поет († 2022 г.)
- 1939 г. – Румен Сербезов, български дипломат
- 1941 г. – Джон Стийл, американски рок музикант (The Animals)
- 1943 г. – Ванда Руткевич, полска алпинистка († 1992 г.)
- 1946 г. – Стефан Илиев, български композитор
- 1948 г. – Алис Купър, американски музикант
- 1953 г. – Китаро, японски музикант и композитор
- 1953 г. – Петър Попзлатев, български режисьор
- 1954 г. – Елисавета Вълчинова-Чендова, български музиколог
- 1955 г. – Микулаш Дзуринда, министър-председател на Словакия
- 1958 г. – Вернер Шваб, австрийски писател († 1994 г.)
- 1960 г. – Джонатан Ларсън, американски рок композитор († 1996 г.)
- 1963 г. – Пирмин Цурбриген, швейцарски скиор
- 1964 г. – Нудлес, американски китарист (The Offspring)
- 1967 г. – Сергей Гринков, руски фигурист († 1995 г.)
- 1968 г. – Теодор Ушев, български графичен дизайнер
- 1970 г. – Габриел Ануар, английска актриса
- 1972 г. – Джовани Силва Де Оливейра, бразилски футболист
- 1973 г. – Красимир Паскалев, български футболист
- 1974 г. – Троян Радулов, български футболист
- 1975 г. – Натали Имбрулия, австралийска поп певица
- 1978 г. – Дана Гарсия, колумбийска актриса
- 1978 г. – Евгени Йорданов, български футболист
- 1980 г. – Георги Палазов, български плувец
- 1987 г. – Венцислав Роланд-Вензи, български певец

## Починали
- 211 г. – Септимий Север, император на Рим (* 146 г.)
- 708 г. – Сисиний, римски папа (* неизв.)
- 1505 г. – Жана Френска, френска благородничка (* 1464 г.)
- 1894 г. – Адолф Сакс, белгийски изобретател и майстор на музикални инструменти (* 1814 г.)
- 1928 г. – Хендрик Лоренц, нидерландски физик, Нобелов лауреат през 1902 г. (* 1853 г.)
- 1937 г. – Бончо Василев, български военен и революционер (* 1872 г.)
- 1939 г. – Едуард Сапир, американски езиковед (* 1884 г.)
- 1943 г. – Сенджуро Хаяши, Министър-председател на Япония (* 1876 г.)
- 1955 г. – Ханс Блюер, германски философ (* 1888 г.)
- 1956 г. – Петър Горов, български революционер (* 1872 г.)
- 1987 г. – Карл Роджърс, американски хуманистичен психолог (* 1902 г.)
- 1995 г. – Патриша Хайсмит, американска писателка (* 1921 г.)
- 2002 г. – Агата Барбара, малтийски политик (* 1923 г.)
- 2006 г. – Павел Матев, български поет (* 1924 г.)
- 2023 г.
  - Гинка Станчева – българска актриса (* 1932 г.)[1]
  - Шериф Исмаил – министър-председател на Египет (* 1955 г.)

## Празници
- Шри Ланка – Ден на независимостта (от Великобритания, 1948 г., национален празник)
- СЗО (ООН) – Световен ден за борба с рака (отбелязва се от 2000 г.)